# NGC 7538
NGC 7538 – mgławica emisyjna (również obszar H II) położona w gwiazdozbiorze Cefeusza. Została odkryta 3 listopada 1787 roku przez Williama Herschela. Znajduje się w odległości ok. 8800 lat świetlnych. Masę mgławicy ocenia się na ok. 400 tys. mas Słońca.
W NGC 7538 ma miejsce intensywna aktywność gwiazdotwórcza. Dzięki obserwacjom wykonanym za pomocą Kosmicznego Teleskopu Herschela w mgławicy tej odkryto nietypowy pierścień pyłowy o rozmiarach 25 na 35 lat świetlnych i masie ok. 500 M☉. Naukowcy nie są jeszcze pewni, jak mogło dojść do jego powstania. W ramach tych samych obserwacji odkryto również m.in. 13 rozległych skupisk materii (o rozmiarach od 0,4 do 1,1 parseka), z których w przyszłości utworzą się masywne gwiazdy, na razie jednak ich temperatura nie przekracza 15 kelwinów. Skupiska te mają masy przekraczające 40 M☉, a rekordowe ma masę ocenianą na aż 340 M☉.